# Mary Main
Mary B. Main, née en 1943 et morte le 6 janvier 2023, est une psychologue et professeure d'université américaine, connue pour ses travaux dans le domaine de la théorie de l'attachement, dans la voie de recherche ouverte par John Bowlby et Mary Ainsworth.

## Travaux
Titulaire d'un doctorat en psychologie, obtenu en 1973 à l'université Johns-Hopkins de Baltimore, elle établit en 1985 avec Carol George et Nancy Kaplan un protocole d'entretien avec les parents, dont l'objectif est de définir la façon dont leurs relations avec leurs propres parents se répercutent sur le lien d'attachement qui se crée avec leurs enfants.
Ce protocole est connu sous le nom d'Adult Attachment Interview (AAI), ou « entretien d'attachement adulte » en français. Il se présente sous la forme d'un entretien semi-structuré entre le psychologue et les parents, dont la durée de déroulement est prévue pour s'inscrire entre 45 minute et une heure et demie, au fil de vingt questions. 
En collaboration avec Judith Solomon, elle détermine en 1986 un quatrième schème d'attachement : le type « désorganisé », qui vient compléter les trois schèmes précédemment établis en théorie de l'attachement (« secure », « angoissé ambivalent » et « angoissé évitant »).

## Publications
- (en) Mary Main, Erik Hesse et Nancy Kaplan, « Predictability of attachment behaviour and representational processes at 1, 6, and 18 years of age: The Berkeley Longitudinal Study », dans K. E. Grossmann et E. Waters (dir.), Attachment from Infancy to Adulthood, Guilford Press, New York, 2005, p. 245-304
- (en) Mary Main et Judith Solomon, « Procedures for identifying infants as disorganized/disoriented during the Ainsworth Strange Situation » dans M.T. Greenberg, D. Cicchetti et E.M. Cummings, Attachment during the preschool years: Theory, research and intervention, University of Chicago Press, Chicago, 1990, p. 121-160